# Stefanie Vögele
Stefanie Vögele (ur. 10 marca 1990 w Leuggern) – szwajcarska tenisistka.

## Kariera tenisowa
Jest tenisistką praworęczną z oburęcznym backhandem. Sklasyfikowana najwyżej na 42 miejscu w rankingu światowym, w listopadzie 2013 roku. Ma na koncie osiem wygranych turniejów ITF w singlu i pięć w deblu.

## Finały turniejów WTA
| Legenda                     | Legenda |
| --------------------------- | ------- |
| Wielki Szlem                |         |
| Igrzyska olimpijskie        |         |
| WTA Tour Championships      |         |
| 2009 – 2020                 |         |
| WTA Premier Mandatory       |         |
| WTA Premier 5               |         |
| WTA Premier                 |         |
| WTA International Series    |         |
| WTA 125K series (2012–2020) |         |

### Gra pojedyncza 1 (0–1)
| Końcowy wynik | Nr | Data         | Turniej  | Nawierzchnia | Przeciwniczka | Wynik finału     |
| ------------- | -- | ------------ | -------- | ------------ | ------------- | ---------------- |
| Finalistka    | 1. | 3 marca 2018 | Acapulco | Twarda       | Łesia Curenko | 7:5, 6:7(2), 2:6 |

### Gra podwójna 1 (0–1)
| Końcowy wynik | Nr | Data           | Turniej | Nawierzchnia | Partnerka     | Przeciwniczki                   | Wynik finału |
| ------------- | -- | -------------- | ------- | ------------ | ------------- | ------------------------------- | ------------ |
| Finalistka    | 1. | 18 lutego 2012 | Bogota  | Ceglana      | Mandy Minella | Eva Birnerová Aleksandra Panowa | 2:6, 2:6     |

## Finały turniejów WTA 125K series

### Gra pojedyncza 1 (0–1)
| Końcowy wynik | Nr | Data          | Turniej       | Nawierzchnia | Przeciwniczka   | Wynik finału  |
| ------------- | -- | ------------- | ------------- | ------------ | --------------- | ------------- |
| Finalistka    | 1. | 2 lutego 2020 | Newport Beach | Twarda       | Madison Brengle | 1:6, 6:3, 2:6 |

## Wygrane turnieje rangi ITF
| turnieje z pulą nagród 100 000 $ |
| turnieje z pulą nagród 75 000 $  |
| turnieje z pulą nagród 50 000 $  |
| turnieje z pulą nagród 25 000 $  |
| turnieje z pulą nagród 15 000 $  |
| turnieje z pulą nagród 10 000 $  |

### Gra pojedyncza
|    | Data       | Turniej             | Kat. | ($)     | Naw.     | Finalistka          | Wynik            |
| 1. | 02/12/2006 | Tel Awiw            | ITF  | 10 000  | twarda   | Marlot Meddens      | 6:3, 6:4         |
| 2. | 31/03/2007 | Hajdarabad          | ITF  | 10 000  | twarda   | Amber Liu           | 5:7, 7:5, 6:3    |
| 3. | 15/07/2007 | Toruń               | ITF  | 25 000  | ziemna   | Alexandra Dulgheru  | 6:2, 4:6, 7:5    |
| 4. | 27/03/2011 | Bath                | ITF  | 25 000  | twarda   | Marta Domachowska   | 6:7(3), 7:5, 6:2 |
| 5. | 30/09/2012 | Clermont-Ferrand    | ITF  | 25 000  | twarda   | Tatjana Malek       | 6:4, 6:1         |
| 6. | 25/11/2012 | Toyota              | ITF  | 75 000  | dywanowa | Kimiko Date-Krumm   | 7:6(3), 6:4      |
| 7. | 31/01/2016 | Andrézieux-Bouthéon | ITF  | 50 000  | twarda   | An-Sophie Mestach   | 6:1, 6:2         |
| 8. | 15/07/2018 | Contrexéville       | ITF  | 100 000 | ziemna   | Sara Sorribes Tormo | 6:4, 6:2         |